# Nicolas Keramidas
Nicolas Kéramidas est un auteur de bande dessinée français né à Paris le 29 novembre 1972. Il est notamment connu pour être le co-auteur (avec le scénariste Lewis Trondheim) des albums Mickey’s craziest adventures et Donald’s happiest adventures, parus aux Éditions Glénat en 2016 et 2018.

## Biographie
À l'âge d'un an, atteint d'une malformation cardiaque, la tétralogie de Fallot, Nicolas Kéramidas est opéré à cœur ouvert, à une époque où cette opération commençait seulement tout juste à se pratiquer sur les bébés. 
Il passe ensuite une grande partie de son enfance et de son adolescence à Grenoble, où il obtient un bac A3 de dessin. Après l'école des Gobelins, où il apprend le métier d'animateur, il est embauché aux studios Walt Disney Animation France de Montreuil. Pendant 9 ans, il travaille sur les longs-métrages que la compagnie réalise en France.
Fin 2000, avec Didier Crisse, il crée la bande-dessinée Luuna, série parue chez Soleil et narrant les aventures d'une jeune amérindienne.

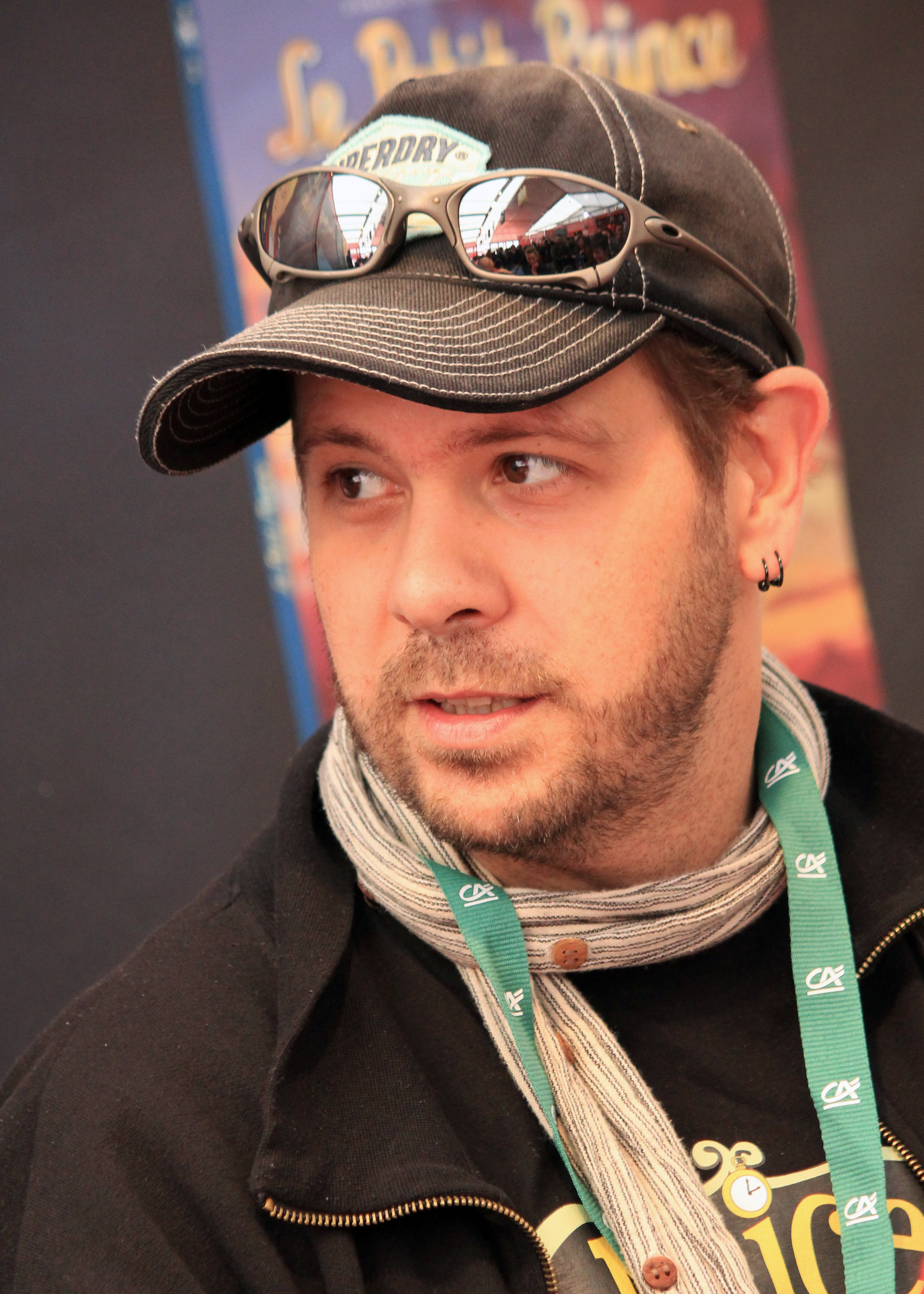
Nicolas keramidas lors de Quai des Bulles à Saint-Malo en octobre 2012

Chez les éditions Soleil, il participe en 2003 à l'album collectif de bande dessinée intitulé Les Chansons de M. Eddy, constitué de récits courts adaptant 18 chansons d'Eddy Mitchell. 
En 2008, il signe le tome 12 de Donjon Monsters : Le Grimoire de l'inventeur.
Le 15 janvier 2016, son cœur se met à battre fort (« la chamade ») alors qu'il est en pleine partie de foot en salle. Se remémorant l'opération qu'il a subi à l'âge d'un an, le dessinateur se met à « flipper ». Le diagnostic tombe rapidement : une nouvelle intervention à cœur ouvert est inévitable. Une valve est endommagée et il faut la remplacer. Une fois remis, Nicolas Kéramidas décide de raconter en BD ses deux opérations cardiaques, ce sera dans l'album « A Cœur ouvert » sorti en 2021. Sur plus de 200 pages, il y évoque, dans le détail, son séjour à l'hôpital, son opération et les sentiments par lesquels il est passé par la peur, l'espoir et la douleur.

## Publications
- Luuna (scénario Didier Crisse)

1. Tome 0 : (art book)
2. Tome 1 : La Nuit des totems (2002)
3. Tome 2 : Le Crépuscule du lynx (2003)
4. Tome 3 : Dans les traces d'Oh-Mah-Ah (2004)
5. Tome 4 : Pok-Ta-Pok (2006)
6. Tome 5 : Le Cercle des miroirs (2007)
7. Tome 6 : La reine des loups (2010)

- Tykko des sables (scénario Arleston et Melanÿn)

1. Les Chevaucheurs des vents (2009)
2. La Cité engloutie (2010)
3. La Princesse du désert(2014)[5]

- Donjon Monsters tome 12 : Le Grimoire de l'inventeur
- Alice au pays des singes (scénario Tébo / couleur Nob)

1. tome 1 (2012)
2. tome 2 (2014)
3. tome 3 (2015)

- L'Atelier Mastodonte, 3 tomes parus, Dupuis, 2013-2015
- Mickey's Craziest Adventures, scénario de Lewis Trondheim, Glénat, 2016
- Donald’s Happiest Adventures, scénario de Lewis Trondheim, Glénat, 2018
- À cœur ouvert, Dupuis, 2021
- Commando Barbare, scénario de Joann Sfar, Glénat, 2021
- Superino, scénario de Lewis Trondheim, Dupuis, 2022
- Chasseur d'Invader Comment des mosaïques ont changé ma vision du monde, Casterman, 2023[6].

### Évocations et hommages
- Les Aventures du Gottferdom studio, bande dessinée de Dav: parodie de films, histoires et programmes télévisés ou les dessinateurs et scénaristes du Gottferdom Studio doivent terminer à temps le Lanfeust Mag. Nicolas Keramidas (ou Keramidas) fait partie de ceux-ci et est souvent représenté comme le vaniteux celui qui est attiré par la gloire. Il porte constamment une casquette Mickey Mouse (due à sa carrière chez Walt Disney) .

- Au mois de juin 2021, dans le cadre du Street Art Fest Grenoble Alpes, Nicolas Keramidas a donné naissance à une fresque dans un couloir du CHU Grenoble-Alpes. Elle représente un enfant en blouse d’hôpital qui surplombe la ville de Grenoble à la tombée de la nuit depuis la fenêtre d'un couloir de l'hôpital. Cette fresque est liée à l'expérience personnelle de ce dessinateur[7].

- Une exposition, « Des traits partout... »  présentant la plupart des œuvres de l'auteur (dont des dessins originaux) est organisée à la « Momie Galerie » de Grenoble du 16 mars au 27 avril 2024[8].

### Illustrations
- Haïku illustration d'un haïku de la poétesse Hisajo Sugita, sérigraphies en tirage limité, numérotées et signées en 40 exemplaires,  Atelier les Mains Sales, 2012

## Prix
- 2004 : Prix jeunesse 9-12 ans du festival d'Angoulême pour Luuna, t. 2 (avec Crisse)

## Exposition
- Du 9 mars au 27 avril 2024 à la Galerie Momie de Grenoble. L'exposition Keramidas, « Des traits partout... » présentant une rétrospective totale du travail de cet artiste[9].

Nicolas Keramidas en démonstration de Live painting à la libraire Momie de Grenoble en avril 2024
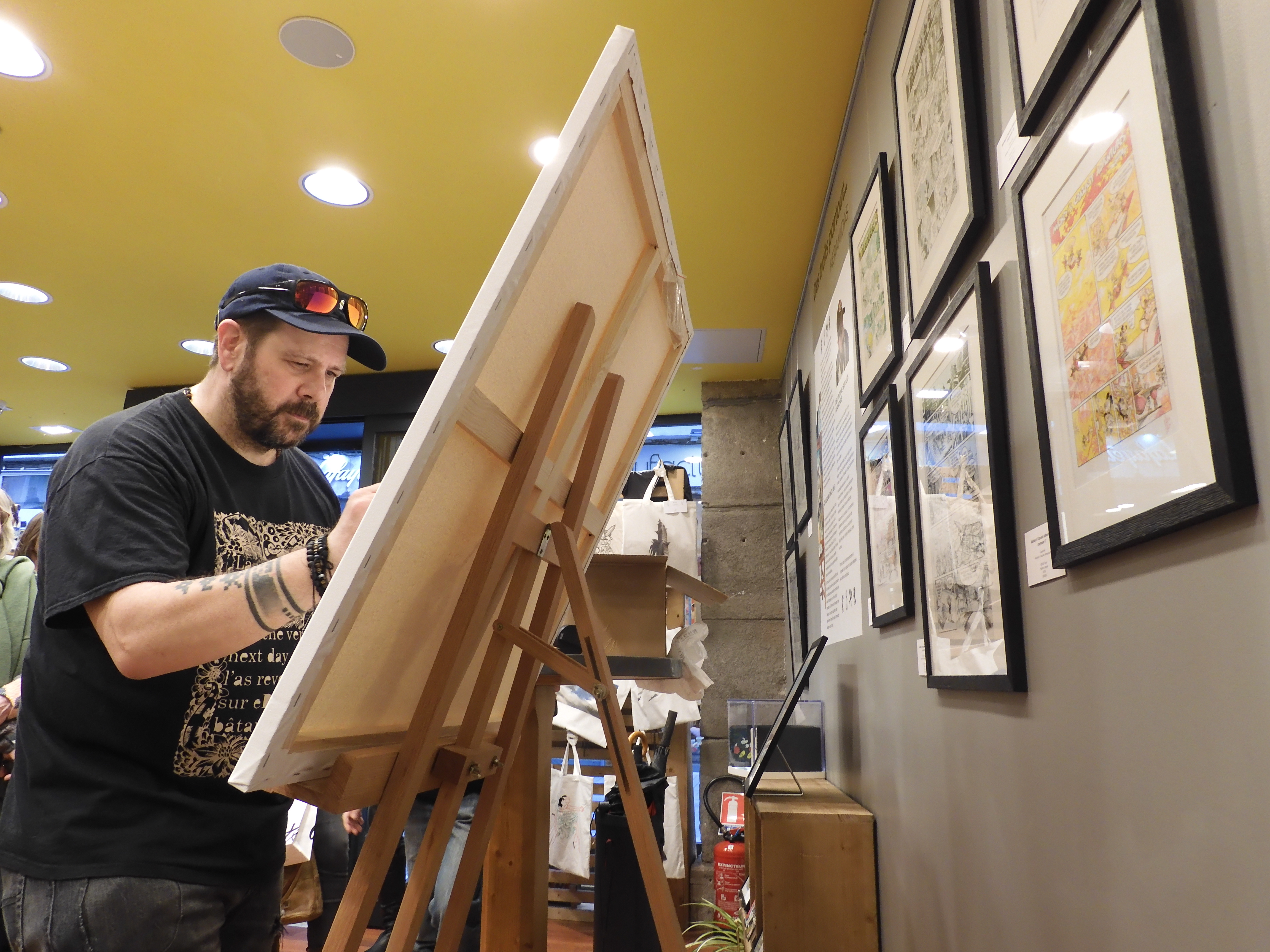
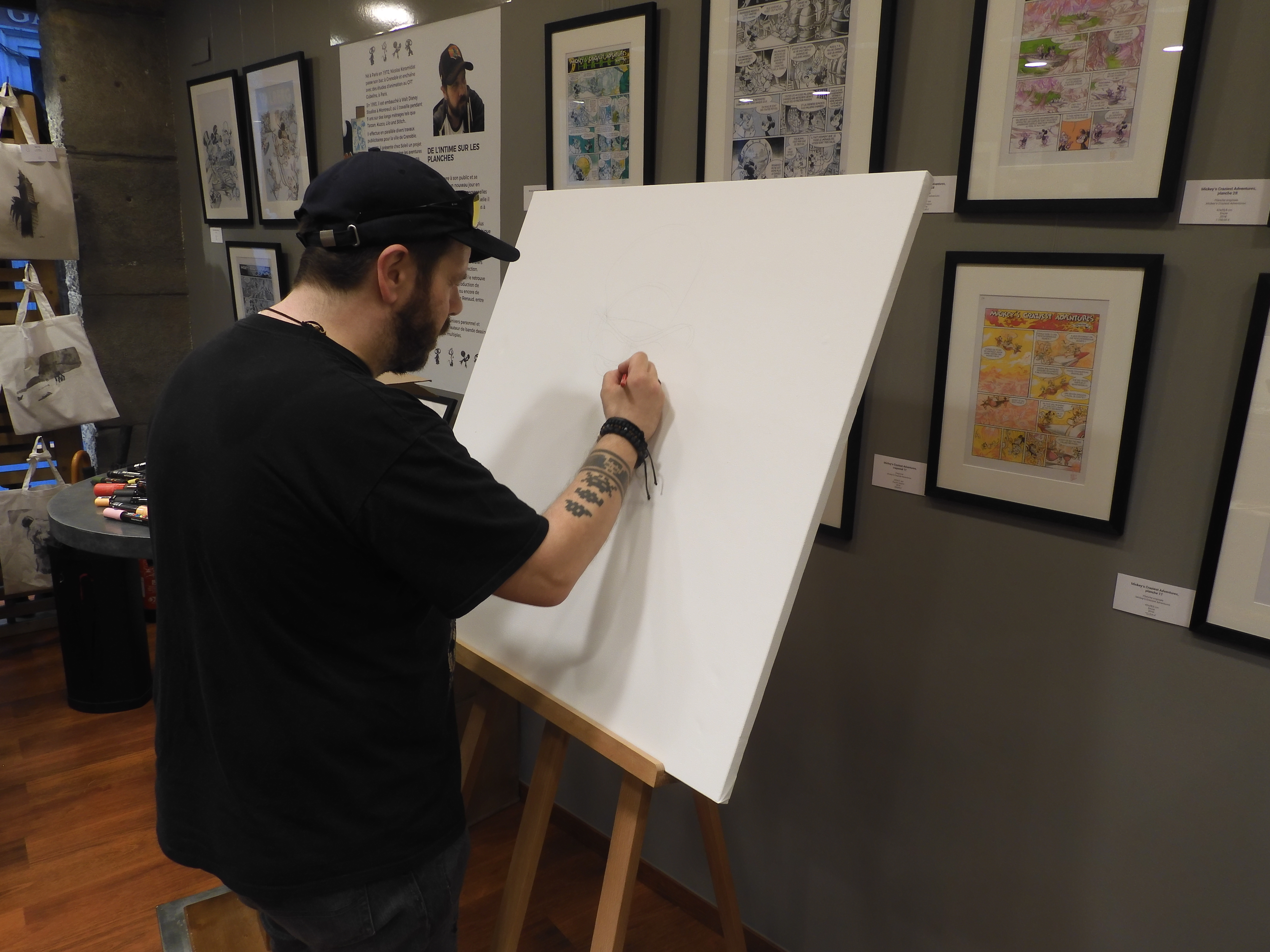
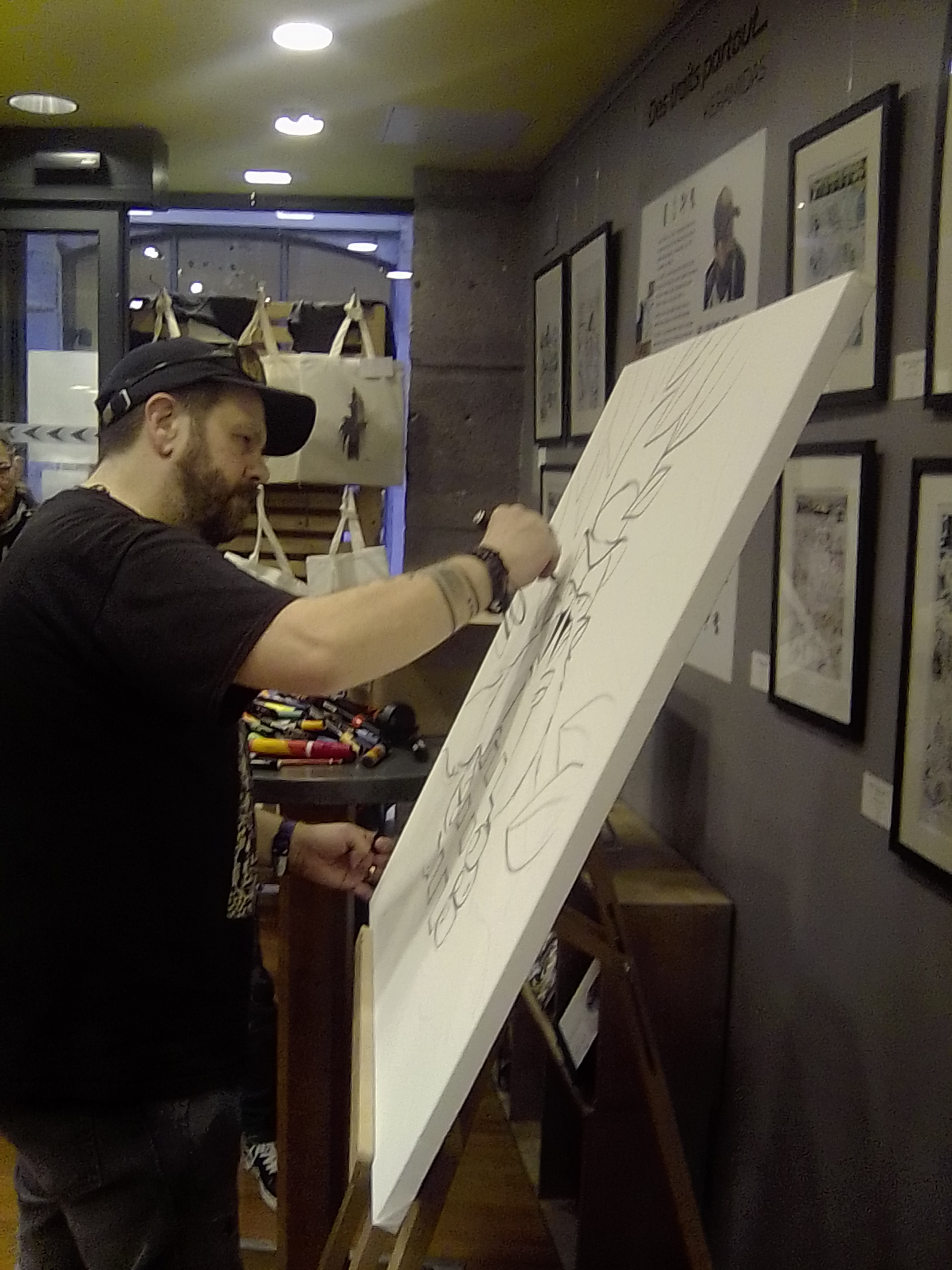
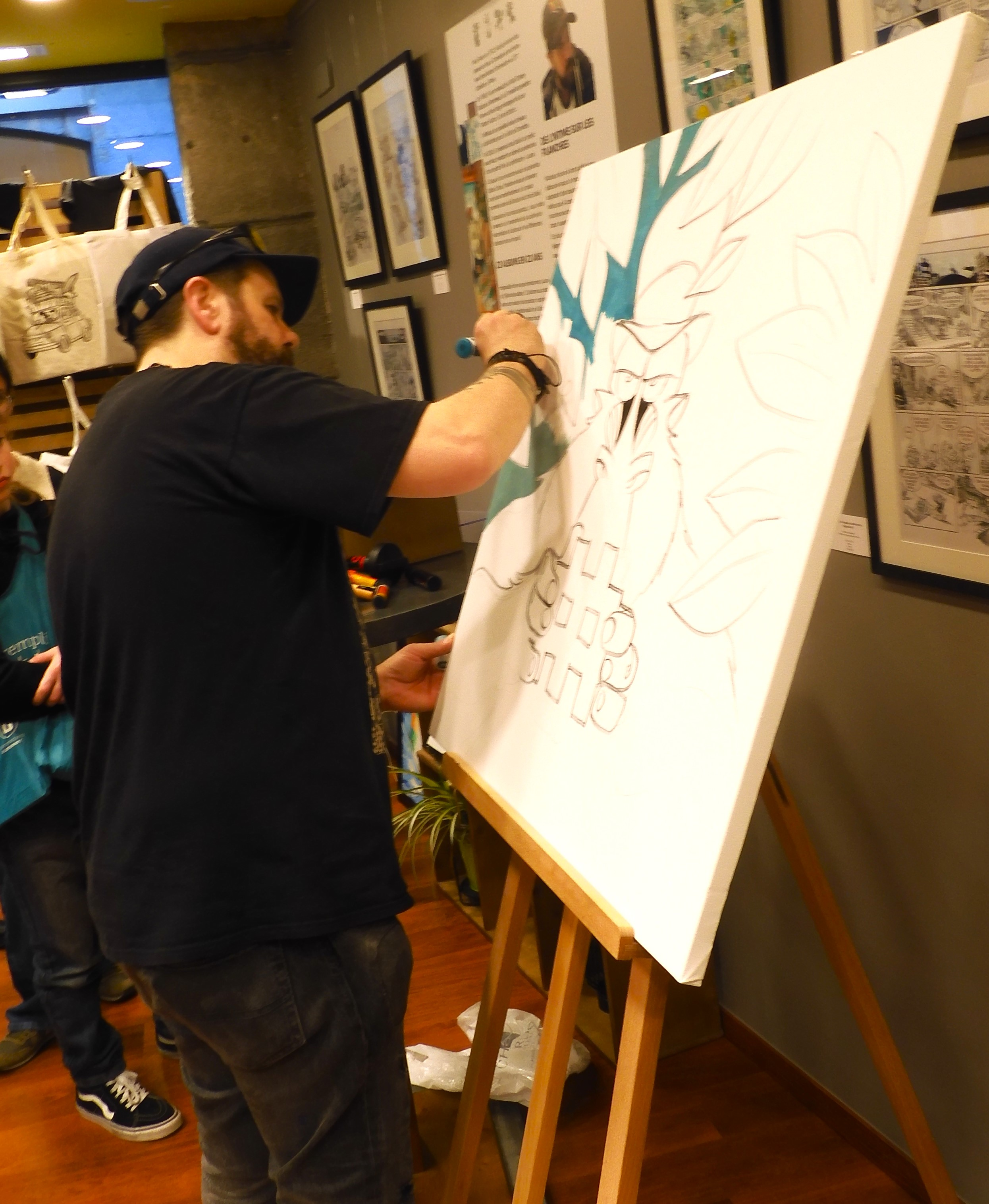
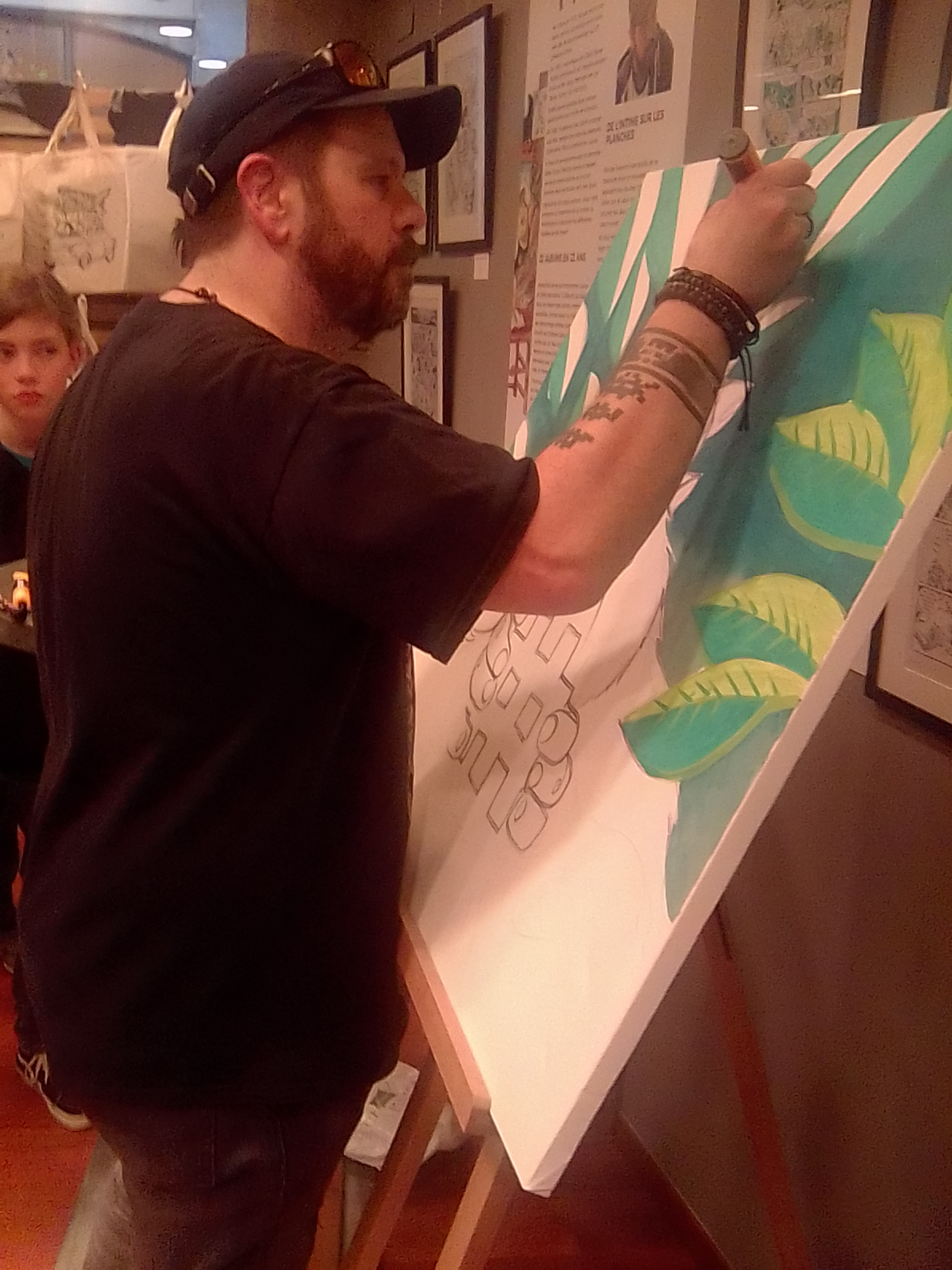
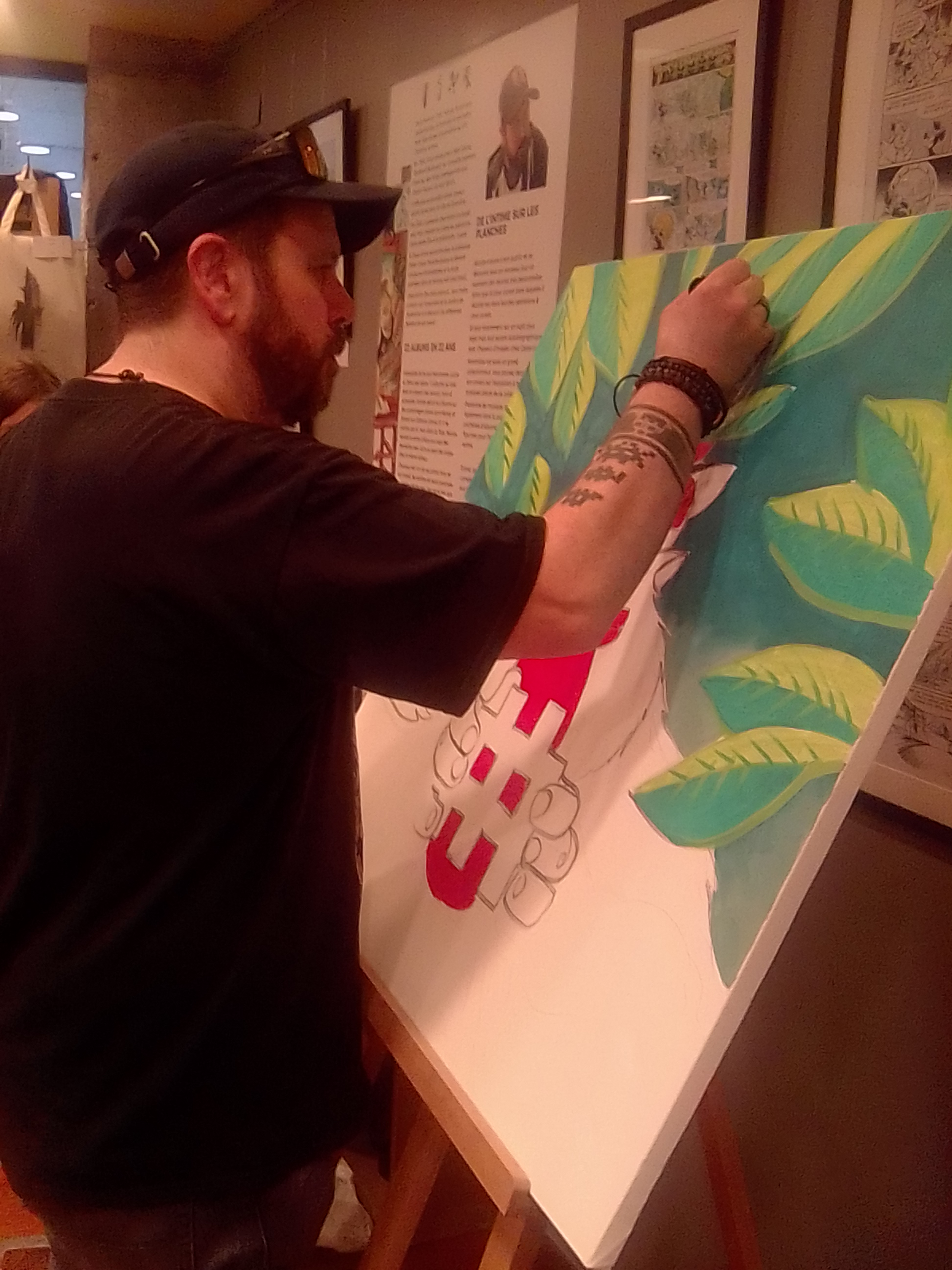
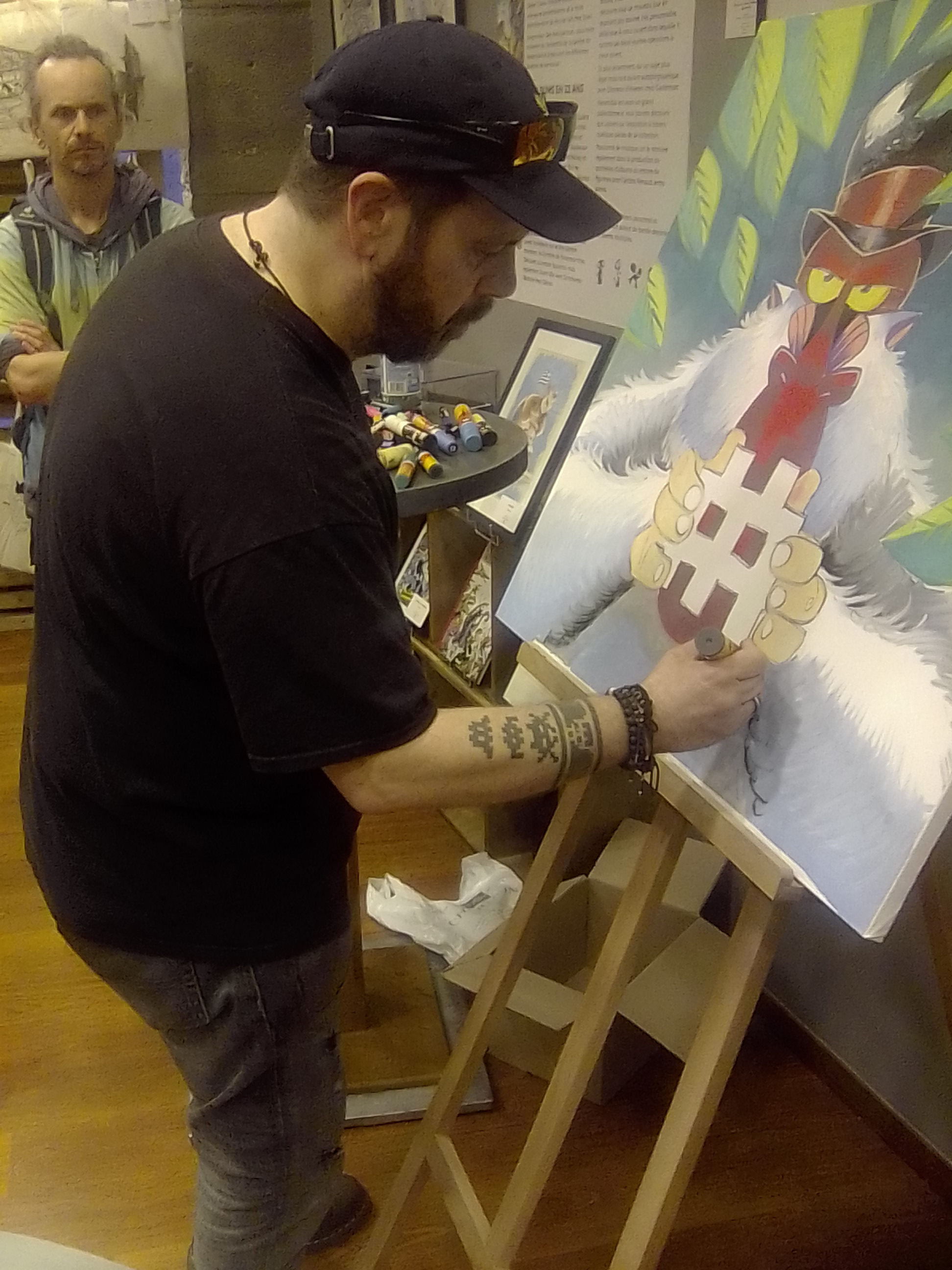